# Zilwaukee (Michigan)
Zilwaukee – miasto w Stanach Zjednoczonych, w stanie Michigan, w hrabstwie Saginaw.